# Alfredo Foni
Alfredo Foni (født 20. januar 1911, død 28. januar 1985) var en italiensk fodboldspiller (forsvarsspiller) og -træner.

## Karriere

### Spillerkarriere
Foni begyndte sin karriere som sekstenårig hos Udinese Calcio, hvor han spillede fra 1927 til 1929. Herefter skiftede han til S.S. Lazio, hvor han spillede to sæsoner. Næste klub var Calcio Padova, hvor han spillede frem til 1934. Han skiftede derpå til Juventus, hvor han spillede, til han afsluttede sin karriere i 1947. Foni, der var forsvarsspiller, var med til at vinde to italienske mesterskaber med Juventus.
Han debuterede på Italiens fodboldlandshold ved OL 1936 i Berlin, hvor han spillede alle fire kampe for holdet. Først vandt Italien 1-0 over USA, derpå i kvartfinalen 8-0 over Japan, inden det blev en 2-1 sejr over Norge i semifinalen (efter forlænget spilletid). I finalen mødte Italien Østrig, og efter 90 minutter var stillingen 1-1. Derfor måtte holdene ud i forlænget spilletid, og her scorede Italien hurtigt, hvilket var nok til at give sejren og det olympiske mesterskab.
Han spillede i alt 23 kampe for Italien, og han var med ved EM 1938 i Frankrig, hvor han spillede tre af italienernes fire kampe i turneringen, herunder finalesejren over Ungarn.

### Trænerkarriere
Efter afslutningen på sin aktive karriere blev Foni træner, og han trænede en række italienske klubber som U.C. Sampdoria, Inter og A.S. Roma. Han førte blandt andet Inter til to italienske mesterskaber (1953, 1954). Han havde også et par år i 1950'erne som landstræner for Italien, men blev fyret, da det mislykkedes at kvalificere holdet til VM 1958. I 1964 blev han landstræner for Schweiz og stod i spidsen for holdet til VM 1966, men han blev fyret året efter. Han fortsatte som træner i yderligere ti år, de sidste for FC Lugano i Schweiz. 